# Jamusukro
Jamusukro (fr. Yamoussoukro) – stolica konstytucyjna Wybrzeża Kości Słoniowej (od 1983). Liczy 310 000 mieszkańców (2014). Burmistrzem miasta jest Kouacou Gnrangbé.
W Jamusukro urodził się pierwszy prezydent Wybrzeża Kości Słoniowej Félix Houphouët-Boigny.

## Historia
Jamusukro powstało w 1909 roku w wyniku zmiany nazwy wioski N'Gokro (zamieszkanej w 1901 roku przez 475 mieszkańców). W ciągu następnych czterech dziesięcioleci Jamusukro było niewielkim ośrodkiem handlowym.
Po uzyskaniu niepodległości przez Wybrzeże Kości Słoniowej w 1960 roku Jamusukro było „drugą stolicą kraju”, gdyż miasto to było miejscem narodzin, domem oraz nieoficjalną siedzibą prezydenta Félixa Houphouëta-Boigny’ego. W 1964 roku Félix Houphouët-Boigny rozpoczął rozbudowę miasta, budując m.in. autostradę z Abidżanu do Jamusukro. Do końca lat 70. Jamusukro było niewielkim miasteczkiem liczącym mniej niż 20 tys. mieszkańców.
W 1983 roku prezydent Félix Houphouët-Boigny wybrał Jamusukro na nową stolicę kraju i rozpoczął rozbudowę miasta. Przeniesienie stolicy było jednym z symboli autorytarnej polityki Houphouëta-Boigny’ego. W ramach rozbudowy miasta powstał pięciogwiazdkowy Hôtel Président oraz centrum kongresowe. W Jamusukro mieściła się aula Partii Demokratycznej Wybrzeża Kości Słoniowej, jedynej legalnej partii politycznej do 1990 roku. W 1990 roku poświęcono bazylikę Matki Boskiej Królowej Pokoju.
Pomimo przeniesienia stolicy, wybudowania wielopasmowych dróg oraz budynków użyteczności publicznej większość firm, ambasad oraz innych instytucji pozostało w Abidżanie.
W 2011 roku podczas wojny domowej w Jamusukro toczyły się walki pomiędzy siłami prezydenta Laurenta Gbagbo a siłami zwycięzcy wyborów prezydenckich Alassane Ouattary. Siły Ouattary zdobyły Jamusukro 30 marca.

## Gospodarka i infrastruktura
Podstawą gospodarki Jamusukro jest turystyka oraz handel produktami rolnymi. Rolnictwo jest głównym źródłem dochodu połowy mieszkańców Jamusukro. Uprawia się banany, jams, maniok, pomidory, bakłażany. Hoduje się bydło, owce, kozy, świnie, kury. Rozwinięte jest także pszczelarstwo. Produkcja perfum.
W Jamusukro znajduje się elektrownia wodna.
W Jamusukro istnieje gęsta infrastruktura drogowa (w tym sześciopasmowe autostrady). Długość sieci drogowej wynosi 2025 km (z czego 261 km to drogi asfaltowe). Miasto jest obsługiwane przez port lotniczy Jamusukro (drugi co do wielkości w kraju).

## Atrakcje turystyczne
W Jamusukro znajduje się wzorowana na bazylice św. Piotra na Watykanie bazylika Matki Bożej Królowej Pokoju będąca największym kościołem na świecie i najwyższą świątynią w Afryce. Bazylikę poświęcono 10 września 1990 roku. Świątynia mierzy 158 m wysokości, a jej powierzchnia przekracza 30 tys. m². Kościół może pomieścić do 10 tys. osób.
Obok bazyliki znajdują się także: katedra św. Augustyna oraz meczet.

## Liczba ludności
| Rok  | Liczba ludności |
| ---- | --------------- |
| 2003 | 185 600         |
| 2008 | 235 000         |
| 2010 | 242 744         |
| 2014 | 310 056         |

## Znane osoby urodzone w Jamusukro
- Félix Houphouët-Boigny – pierwszy prezydent Wybrzeża Kości Słoniowej
- Cheik Tioté – piłkarz[17]